# لودویک سوارس
لودویک سوارس (انگلیسی: Ludovic Soares؛ زادهٔ ۸ مهٔ ۱۹۹۴) بازیکن فوتبال اهل فرانسه است.
وی همچنین در تیم ملی فوتبال دماغه سبز بازی کرده‌است.